# Проблема принадлежности Сенкаку

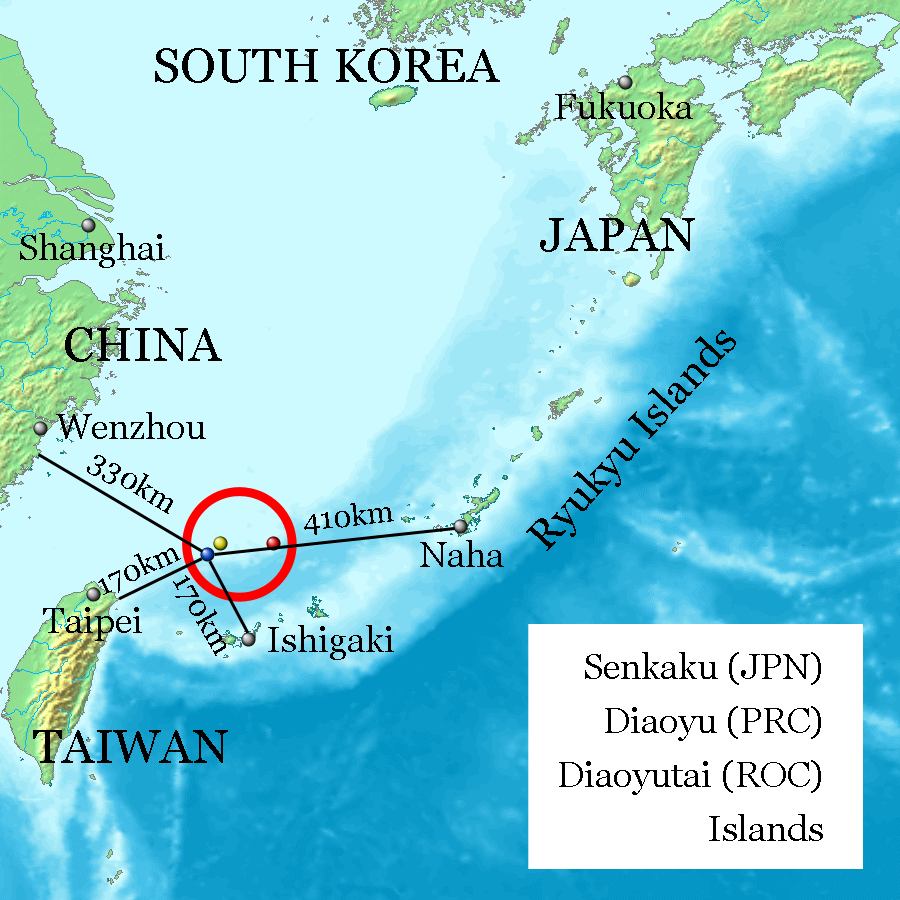
Острова Сенкаку
Синий: Уоцурисима (魚釣島) / Дяоюй-дао (釣魚島)
Жёлтый: Кубасима (久場島) / Хуанвэй-юй (黃尾嶼)
Красный: Тайсёто (大正島) / Чивэй-юй (赤尾嶼)

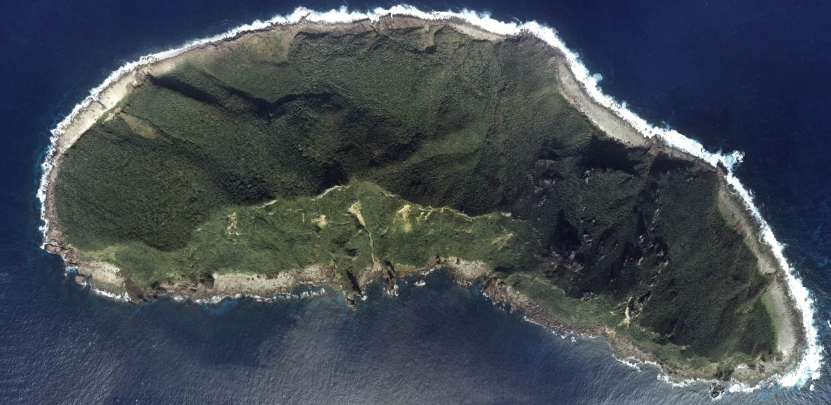
Спутниковый снимок острова Уоцурисима, сделанный в 1978 году по заказу Министерства земли, инфраструктуры, транспорта и туризма Японии

Проблема принадлежности Сенкаку (острова Дяоюйдао) — территориальные споры между Японией, КНР и Китайской Республикой (Тайвань) по поводу принадлежности группы необитаемых островов Сенкаку. Архипелаг Сенкаку находится под японским управлением с 1895 года (за исключением периода 1945—1972 годов, когда он совместно с Рюкю управлялся американцами). Согласно профессору Ли Сок Во, КНР и Тайвань поставили под вопрос принадлежность островов в 1970-е годы, когда там были обнаружены признаки возможного наличия залежей нефти. Помимо этого, территория находится достаточно близко к судоходным маршрутам и зонам рыбного промысла.
Официальная позиция Японии заключается в том, что японцы открыли острова Сенкаку в XIX веке и постановили, что острова не принадлежат никому, заняв их тем самым и присоединив к империи. До 1970-х годов КНР признавала японский суверенитет, пока КНР и Китайская Республика не заявили, что у них есть документальные свидетельства о заселении островов китайцами ещё до Первой японо-китайской войны, а Япония должна, таким образом, отказаться от всех территориальных претензий на Сенкаку, как она это вынуждена была сделать в отношении других территорий после окончания Второй мировой войны. Хотя в официальных заявлениях США нет прямой поддержки какой-либо из оспаривающих острова держав, де-факто по договору о взаимном сотрудничестве и гарантиях безопасности оборона островов в случае угрозы в адрес Японии возлагается именно на США. В сентябре 2012 года японское правительство завершило сделку с частным лицом о приобретении островов и их присоединении к Японии, что привело к волне антияпонских протестов в Китае. В феврале 2013 года пресса признала, что этот японо-китайский территориальный спор являются наиболее серьёзным из споров обеих стран со времён окончания Второй мировой и может в перспективе вылиться в военный конфликт. 23 ноября 2013 года Китайская Народная Республика объявила о создании зоны идентификации ПВО в Восточно-Китайском море, куда попали и острова Сенкаку; было объявлено, что все самолёты, входящие в зону, обязаны будут предоставить информацию о плане полёта, собственной радиочастоте и транспондере.

## География
Острова находятся в Восточно-Китайском море между Японией, побережьем КНР и Тайванем. В состав архипелага входят острова Уоцурисима (название на китайском — Дяоюй-дао), Тайсёто (Чивэй-юй), Кубасима (Хуанвэй-юй), Китакодзима (Бэй Сяо-дао) и Минамикодзима (Нань Сяо-дао), а также рифы Оки-но-Китаива (Да Бэй Сяо-дао), Оки-но-Минамиива (Да Нань Сяо-дао) и Тобисэ (Фэй Цзяо-янь). Площадь каждого варьируется от 800 м² до 4,32 км².

## Рыболовство
Вопрос суверенитета старались обойти в двусторонних соглашениях о рыболовстве. В соглашении 1997 года острова Сенкаку были официально исключены из исключительной экономической зоны КНР, однако в письме от правительства Японии утверждалось, что японцы не запретят китайцам там рыбачить. В некоторых источниках информации КНР расценили письмо как отказ Японии от исключительных прав на рыболовство в этой зоне. В 2014 году Тайвань и Япония заключили соглашение о рыболовстве у островов

## Территориальные споры

### Начало
После реставрации Мэйдзи в 1879 году японское правительство присоединило государство Рюкю к империи, и архипелаг Рюкю вошёл в префектуру Окинаву. Острова Сенкаку, которые находились между государством Рюкю и империей Цин, стали фактически китайско-японской границей. В 1885 году Нисимура Сутэдзо, губернатор префектуры Окинава обратился к правительству Мэйдзи с просьбой взять острова под контроль, однако министр иностранных дел Иноуэ Каору сказал, что острова находятся почти на границе с империей Цин и им уже присвоены китайские имена, а также сослался на китайскую газету, которая утверждала о попытке Японии посягнуть на территории Китая. Исходя из этого, Иноуэ сделал вывод, что японские претензии могут обострить отношения с Китаем. В итоге министр внутренних дел Ямагата Аритомо отказал губернатору в его просьбе и велел не выдавать эту информацию СМИ.
14 января 1895 года, когда шла японо-китайская война, японцы заняли Сенкаку, сославшись на то, что с 1884 года вели за ними наблюдение и не обнаружили никаких признаков поселения людей, поэтому острова по праву terra nullius должны были отойти к японцам. Симоносекский договор в апреле 1895 года положил конец войне, которую Китай проиграл, и обязал китайцев передать Японии остров Тайвань (в документах — Формоза) совместно с другими островами, принадлежащими ему (статья 2б), однако договором не прояснялось, что относится к территориальным водам Тайваня и какие острова туда попадают — Сенкаку таким образом оказались под японским контролем. Сан-Францисский мирный договор лишил Японию этих завоеваний и привёл к аннулированию Симоносекского договора — японцы утратили контроль над Тайванем и всеми островами, которые должны были принадлежать ему (в том числе и Сенкаку). Правительства Японии, КНР и Тайваня продолжают спорить о том, что именно утверждалось в Симоносекском договоре о тайваньских территориях: ссылаясь на то, что говорил Ямагата Аримото, КНР и Тайвань не признают никакие территориальные претензии Японии на острова Сенкаку.
Претензии на острова предъявляют и КНР, и Тайвань. Японцы в свою защиту утверждают, что острова находились под американским гражданским управлением в составе архипелага Рюкю, а согласно статье 3 Сан-Францисского мирного договора, Китай не возражал против подобной формы управления. Более того, в Симоносекском договоре не указывали чётко границы территориальных вод острова Формоза и входящих туда островов, которые должны были перейти Японии — японцы растолковывают это так, что острова Сенкаку не передавались Японии по этому договору просто потому, что уже были в составе префектуры Окинава. Окончательно японскими острова Сенкаку, Рюкю и Окинава стали в 1972 году после того, как прекратилась формально американская оккупация островов Рюкю.
Корейский учёный Ли Сок Во отмечает, что вся значимость документов и поведение заинтересованных сторон зависят от определения «критической даты» — той, с которой начался территориальный спор. КНР называет этой датой январь 1895 года, когда японцы заняли острова Сенкаку в годы войны; Тайвань — февраль 1971 года, Япония — декабрь 1971 года, когда был заключён договор о возвращении контроля над Окинавой со стороны Японии. По мнению Ли, претензии японцев на острова считаются более убедительными, однако все доказательства нужно оценивать исключительно в рамках Конвенции ООН по морскому праву.

### Позиции КНР и Тайваня

#### До 1970-х годов

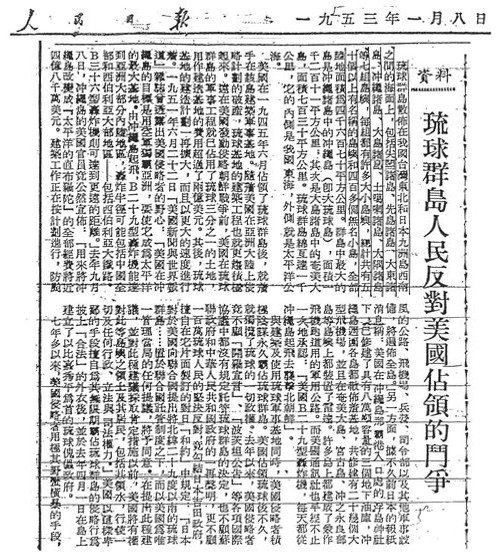
Выпуск газеты «Жэньминь жибао» от 18 марта 1953 года по поводу протестов на островах Рюкю против американской оккупации

До 1970-х годов ни КНР, ни Китайская Республика не делали никаких официальных заявлений по поводу принадлежности островов Сенкаку. На картах, в газетных статьях и официальных документах острова значились под японским именем, что позволяло некоторым утверждать, что острова оба государства считали японскими (только в начале 1970-х годов стали появляться документы с названием островов «Дяоюйдао» на китайском). Газета ЦК КПК «Жэньминь жибао» называла острова «Сенкаку-Сёто» и утверждала, что они входят в архипелаг Рюкю (по-китайски — Люцю), оккупированный американцами — в выпуске от 8 января 1953 года вышла статья «Народ островов Рюкю борется против американской оккупации» (кит. 琉球群岛人民反对美国占领的斗争) со следующими утверждениями о местоположении и принадлежности островов:

Острова Рюкю разбросаны по морской территории между северо-востоком Китайского Тайваня и юго-западом Кюсю (Япония). Они состоят из семи групп островов: Сенкаку, Саксимиа, Дайто, Окинава, Осима, Токара и Осуми.
Оригинальный текст (кит.)琉球群島散佈在我國台灣東北和日本九洲島西南之間的海面上，包括尖閣諸島、先島諸島、大東諸島、沖繩諸島、大島諸島、土噶喇諸島、大隅諸島等七組島嶼，

15 мая 1950 года в Министерстве иностранных дел КНР был составлен документ «Черновые наброски по вопросам и спорам касаемо территорий, упомянутых в мирном договоре с Японией» (кит. 对日和约中关于领土部份问题与主张提纲草案). В нём острова Сенкаку назывались «Сенкаку-сёто» и «Сенто-сёсё» и входили в состав архипелага Рюкю, разделённого на северную, центральную (Окинава) и южную часть (Мияко и Яэяма — Сенто-сосё); там также были даны рекомендации провести проверку по факту возможного отнесения Сенкаку к территории Тайваня в связи с относительно недалёким расположением от побережья. Подобные данные свидетельствуют не только о том, что власти относили Сенкаку к японским владениям, но и о том, что КНР не признавала территориальных претензий Китайской Республики на острова.
В настоящее время КНР И Тайвань считают, что все карты после 1945 года, на которых острова Сенкаку отнесены к японским владениям, а не к китайским, являются бракованными. Так, в КНР с 2005 года было конфисковано 750 тысяч карт и открыто около 1800 дел с недостоверными данными о Сенкаку. Национальная администрация опросов, картографии и геоинформации КНР при этом утверждает, что общественность должна знать о том, кто претендует на китайские территории. В ноябре 1958 года Картографическое издательство Пекина выпустило мировой атлас, в котором все острова Сенкаку относились к Японии и их имена были даны на японском.
На Тайване массовые исправления данных в атласах начались в начале 1970-х годов. Власти Тайваня с 1946 по 1971 годы в «Тайваньских статистических выдержках» публиковали крайние точки Тайваня, среди которых самой восточной назывался островок Мяньхуа, а самой северной — островок Пэнцзя, и речи об островах Сенкаку не было. Только в 1972 году после пересмотра политики в отношении Сенкаку карты были исправлены по требованию Правительства Китайской Республики: самой восточной называлась точка Тайсёдзима, а самой северной — Кубадзима. Остров отнесли к уезду Илань в декабре 1971 года. В Большом атласе мира 1965 года, опубликованном Национальной исследовательской академии обороны и Китайским исследовательским геологическим институтом Тайваня всем островам Сенкаку были присвоены японские названия, которые пришлось изменить в 1971 году на «Дяоюйдао», но в его английской версии японское название «Сенкаку-гунто» осталось неизменным. Также это японское название сохранилось в ряде школьных учебников, которые потом пришлось переделывать, перерисовывая границы. Аналогичные данные о японской принадлежности были в первых трёх изданиях национального атласа Китая, выпускавшегося на Тайване.

#### После 1970-х годов

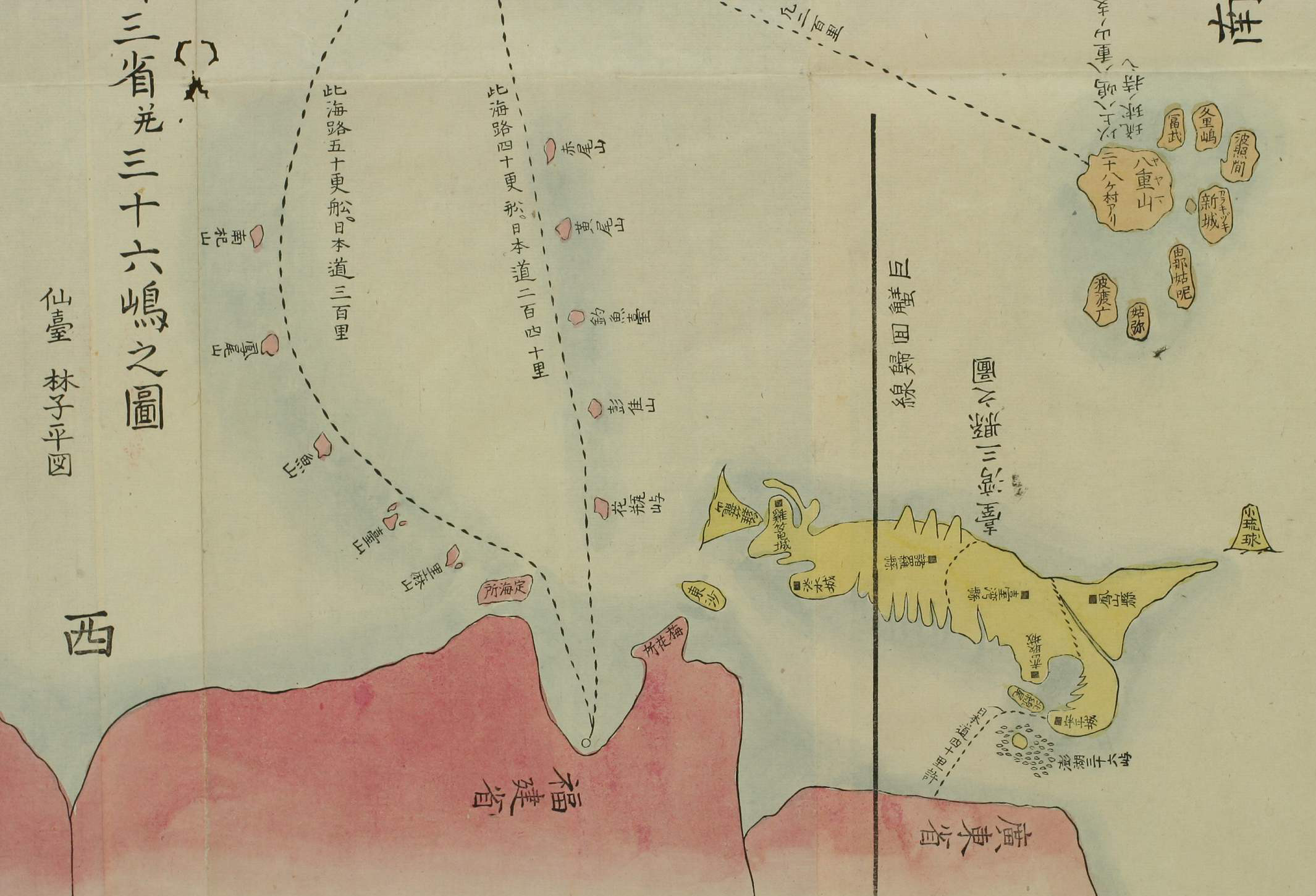
Иллюстрированное описание трёх стран 1785 года, автор Хаяси Сихэй. Китайскими кандзи отмечены острова Сенкаку как земли, над которыми не распространялась власть японского императора

Пока Сенкаку были под управлением американской администрации, ни одно китайское государство не выдвигало претензий вплоть до 1971 года. Однако Экономический и социальный совет ООН в 1968 году представил результаты научных исследований, в которых утверждалось, что в районе островов Сенкаку могут присутствовать залежи нефти. В 1972 году на японо-китайском саммите Премьер Госсовета КНР Чжоу Эньлай в ответ на вопрос премьер-министра Японии Какуэя Танаки об островах Сенкаку заявил, что если бы на островах не обнаружили нефть, ни Тайвань, ни США о них бы вообще не разговаривали. Сторонники справедливости претензий Китая на острова полагают, что претензии к Сенкаку до 1971 года не предъявлялись Китаем к разрушенной войной Японии по причине разгоревшейся гражданской войны в стране, в результате которых Гоминьдан вынужден был укрыться на Тайване. Позиции КНР и Тайваня о недопустимости контроля островов Японией схожи на следующих основаниях:
- Факты об открытии островов и записи в картах и дневниках[41].
- Факт контроля островов со стороны Китая с целью защиты страны от нападений японских пиратов (вокоу) в эпохи существования империй Мин и Цин.
- Китайская карта Азии и Иллюстрированное описание трёх стран[англ.], сделанное японцем Хаяси Сихэй[англ.] в XVIII веке[41][42], отображают острова как часть Китая[41][43].
- Факт захвата Японией островов в 1895 году в дни Первой японо-китайской войны и переписка Иноуэ и Ямагаты в 1885 году, в которой осуждались планы присоединения острова, которые могли бы вызвать подозрения со стороны империи Цин[16][41][43][44].
- Потсдамская декларация, принятая Японией 14 августа 1945 года, предполагала отказ Японии от заморских территорий — всего, что не относилось к Хоккайдо, Хонсю, Сикоку и Кисю — список которых определяли союзники[43][45][46].
- Протест КНР против Соглашения о возвращении Окинавы в 1971 году[англ.][47].

Согласно официальной позиции КНР и Тайваня, острова были упомянуты впервые в китайских источниках не позже 1372 года, китайской территорией стали в 1534 году и управлялись властями империи Цин, как и Тайвань. Самым первым письменным упоминанием названия «Дяоюйдао» является книга 1403 года «Путешествие с попутным ветром», в котором были указаны названия островов, посещённых авторами на пути от провинции Фуцзянь до государства Рюкю. В 1534 году в книге «Записи о визите императорского посланника на Рюкю» (кит. 使琉球錄) были указаны названия всех островков, а с XVI века острова стали морским форпостом империи Мин. Границей Сенкаку обозначен остров Цзивэйюй, что подтверждает современную позицию китайцев о непризнании Сенкаку частью архипелага Рюкю.

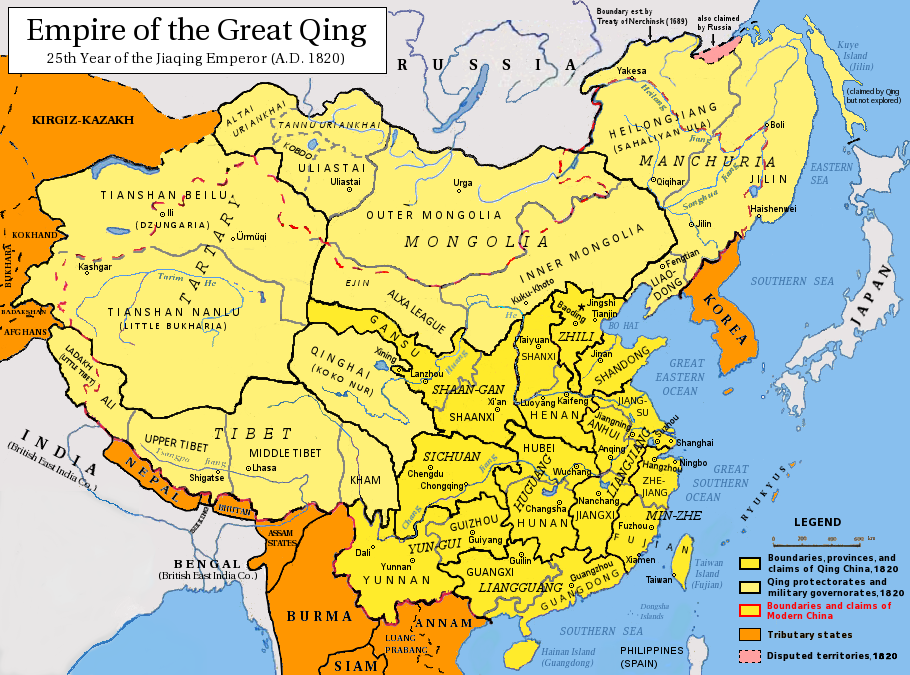
Карта империи Цин: жёлтым выделены провинции, лимонным — губернии и протектораты, оранжевым — зависимые государства

Разгоревшуюся в 1894 году японо-китайскую войну империя Цин проиграла, конец был положен 17 апреля 1895 года Симоносекским договором, по статье 2б которого остров Тайвань и все острова, относящиеся к нему, отходили к Японии. Хотя в договоре не было прописано, что именно отходило к японцам, КНР и Тайвань полагают, что Япония не включала Сенкаку в префектуру Окинава до 1894 года и присоединила их только по этому договору, когда Китай утратил контроль над Тайванем и Пэнху. Японцы утверждают, что острова перешли под её контроль раньше: в 1884 году вопрос о принадлежности островов обсуждался министром иностранных дел Иноуэ Каору и министром внутренних дел Ямагата Аритомо, а переход островов состоялся в 1895 году за несколько месяцев до подписания мира. Также утверждается, что в правительственных документах японских упоминаний об этих островах прежде не было.
Правительства КНР и Тайваня утверждают, что во время переговоров с Китаем по поводу островов Рюкю после первой японо-китайской войны острова не фигурировали в плане раздела, предложенном бывшим президентом США Улиссом Грантом. Передача островов в 1896 году Японии и приобретение их семейством Кога в 1930 году были внутренним делом Японии и не влияли на правовой статус островов. КНР также добавляет, что Чан Кайши не мог оспорить американские решения по поводу Рюкю, поскольку сам зависел от американской поддержки. В 2012 году КНР предложила Тайваню вместе начать работу по поводу возвращения контроля за островами Сенкаку, однако премьер-министр Лай Шиньюань заявил, что поскольку материковый Китай и Тайвань не разобрались с территориальными претензиями друг к другу (Китай не признает суверенитет Тайваня), речи о сотрудничестве быть не может.
Цзинь Цаньжун, профессор Китайского народного университета, полагает, что статьи 1953 года в «Жэньминь жибао» по поводу протестов на Рюкю несли не признание Сенкаку японской территорией, а совсем другой подтекст — поддержку Китаем идеи Рюкю как независимого от Японии государства. Руководство Народной вооружённой милиции Китая полагает, что Китай имеет право предъявлять претензии на весь архипелаг Рюкю вплоть до Окинавы. The New York Times в июне 2013 года назвала претензии Китая на Окинаву и Рюкю «полуофициальными», связав давление китайских СМИ по поводу Окинавы с правительственной поддержкой.

### Японская позиция
Министерство иностранных дел Японии считает претензии на Сенкаку незаконными и не имеющими никаких оснований, основывая своё владение на следующих утверждениях:
- Доказательств контроля Китаем островов до 1895 года нет[56]
- Острова не принадлежали ни Тайваню, ни Пэнху, а были переданы в мае 1895 года Японии по Симоносекскому договору[56]. Сан-Францисский мирный договор не лишал Японии контроля над этими островами навсегда[57].
- Представитель префектуры Окинава, чья деятельность была связана с рыболовством, в 1884 году обратился с просьбой разрешить промысел на островах и в 1896 году получил утвердительный ответ. После одобрения он отправил 248 человек для строительства пристани[58], сбора перьев птиц, производства кацуобуси, сбора кораллов, разведения скота, сбора тростника и гуано. Правительство Мэйдзи, разрешившее промысел, подтвердило контроль Японии над островами[59].
- После управления США островами в 1945—1972 годах вся власть на них перешла к японцам, но американцы продолжают обеспечивать оборону островов.
- Претензии КНР и Тайваня основаны только на отчёте ООН от мая 1969 года, в котором утверждалось о возможных запасах нефти и газа у островов Сенкаку[60][61].
- К полномочиям японских властей на островах относятся обеспечение безопасности и борьба против преступности (в том числе против морских браконьеров), сбор налогов (на острове Кубасима), управление государственными землями (Тайсёто, Уоцурисима и т.д.), предоставление территорий островов Кубасима и Тайсёто американцам для размещения баз, развитие всей префектуры Окинава и сохранение экологической обстановки[15].

Японские власти утверждают, что с 1885 года японское правительство вело наблюдение за островами и не выявило следов присутствия людей и тем более контроля острова со стороны китайцев, поэтому по праву terra nullius остров стал японским владением. Перед этим министр внутренних дел Ямагата Аритомо тщательно прорабатывал все варианты действий и отверг прямой запрос на присоединение острова к имперским владениям. Присоединение состоялось только 14 января 1895 года после решения кабинета министров — на островах были установлены маркеры, которые ознаменовали формальный переход Сенкаку под управление Японией. Ни Китай, ни Рюкю не признавали свой суверенитет над необитаемыми островами, а документы китайцев лишь доказывают принадлежность острова Кумедзима — первого острова, которого достигли китайцы — к Окинаве. Кентаро Серита из университета Коби считает, что официальная «История Мин» была составлена в эпоху династии Цин и сведения об управлении Тайванем и Сенкаку были добавлены именно в эпоху Цин (то есть китайцы не владели Тайванем и Сенкаку в эпоху Мин).
В августе 1617 года в записях «Мин шилу» упоминалось, что Китай не управлял островами Сенкаку: глава китайской береговой охраны упоминал названия островов, в том числе один на восточном побережье Дунъинь (40 км от китайского побережья), управляемый Мин, и говорил, что воды вокруг острова были безопасны для плавания. Острова Сенкаку находятся в 330 км от китайского побережья, что противоречит заявлениям Пекина о контроле островов на протяжении 600 лет и более согласуется с японской версией об управлении островами
После спасения в 1920 году китайцев с пошедшего ко дну корабля китайский консул Фэнь Мень (кит. 冯冕/馮冕) в Нагасаки от имени Китайской Республики 20 мая 1921 года отправил благодарственное письмо, указав «острова Сенкаку, округ Яэяма, префектуру Окинава, Японскую империю» в письме. Письмо является экспонатом музея Яэяма. Ли Дэнхуэй, бывший президент Китайской Республики, через 9 лет после отставки нанёс частный визит в Японию и сказал, что острова Сэнкаку были частью Окинавы.

### Позиция США
25 декабря 1953 года Гражданская администрация США на островах Рюкю в постановлении № 27 установила границы архипелага Рюкю, куда вошли и острова Сенкаку. Сыну первого японского поселенца на островах, Чинчи Кога, ежегодно флот выплачивал 11 тысяч долларов в обмен на аренду территорий для проведения учебных стрельб. Когда обсуждались условия Сан-Францисского мирного договора, глава американской делегации Джон Фостер Даллес выдвинул точку зрения, по которой у Японии оставался остаточный суверенитет над архипелагом Рюкю. По данным аналитиков Армии США, это утверждение означало, что «если американцы уступят контроль над Рюкю кому-либо, то это будет только Япония». В июне 1957 года президент Дуайт Эйзенхауэр подтвердил это пояснение Даллеса на летней встрече представителей США и Японии, уверив премьер-министра Японии Нобусуке Киси, что американцы будут управлять Рюкю некоторое время, а затем обязательно вернут контроль над островами японцам. В марте 1962 года Джон Кеннеди издал распоряжение по Рюкю, в котором признал острова японскими, но сказал, что необходимо подождать, пока «интересы безопасности „свободного мира“ позволят вернуть суверенитет Японии над островами». Поскольку никакого выделения американцами иных территорий в составе не было, то к архипелагу Рюкю, с американской точки зрения, относились и Сенкаку.
В первом квартале 1971 года американские официальные лица отвергли предложение японцев установить метеорологическую станцию на островах. В мае того же года ЦРУ доложила, что японцы намерены сохранить суверенитет над островами, а «бремя доказательства собственности, возможно, падёт на Китай», к тому же именно сообщения 1968 года о потенциальных залежах нефти побудили Японию, КНР и Тайвань начать делить острова. 7 июня Ричард Никсон перед возвращением префектуры Окинава под контроль Японии в разговоре с Генри Киссинджером подтвердил «остаточный суверенитет» Японии над Сенкаку, а Киссингер заявил, что Сенкаку оставались в составе Окинавы, когда Япония вернула Тайвань под контроль Китайской Республики в 1945 году.
Администрация Никсона в итоговом соглашении по возвращении Окинава исключила упоминание Сенкаку. 20 октября 1971 года Госсекретарь Уильям Пирс Роджерс направил Конгрессу Письмо, в котором адвокат Роберт Старр заявлял, что передача Рюкю японцам не может исключить претензии каких-либо других государств на острова. Некоторые эксперты связали эти заявления администрации Никсона с его визитом в Китай. В 2004, 2010 и сентябре 2012 годах американцы заявляли, что обязываются по имеющимся договорённостям помогать Японии в случае любого внешнего вторжения на территории Японии (в том числе и на острова Рюкю и Сенкаку). 29 ноября 2012 года Сенат США единогласно принял поправку в Закон о государственной обороне на 2013 год, подтвердив, что острова Сенкаку попадают под территории Японии, оборона которых входит в обязанности Вооружённых сил США.
В мае 2013 года Министерство обороны США в отчёте «Вопросы военного дела и безопасности 2013 года, связанные с КНР», раскритиковал претензии Китая на острова, заявив, что действия КНР противоречат международному морскому праву. 30 июля Сенат США единогласно принял резолюцию № 167, осуждающую действия Китая, призывающую к мирному разрешению спорных ситуаций в Азиатско-тихоокеанском регионе и не допускающую применения любой грубой силы для нарушения статуса-кво в Восточно-Китайском море. В 2014 году адмирал Сэм Локлир, глава Индо-Тихоокеанского командования Вооружённых сил США, заявил, что его подчинённые не обладают средствами для того, чтобы не дать Китаю завладеть островами в случае конфликта; в апреле того же года американские самолёты RQ-4 Global Hawk начали патрулирование над островами.
С 23 по 25 апреля 2014 года Президент США Барак Обама был с государственным визитом в Японии и провёл встречу с премьер-министром Японии Синдзо Абэ, отметив на пресс-конференции острова Сенкаку как попадающие под Статью 5 Договора о взаимном сотрудничестве и гарантиях безопасности между Японией и США, по которой вся территория Японии защищается американскими войсками в случае внешней угрозы. Обама стал первым Президентом США, кто упомянул в этом контексте Сенкаку.
12 ноября 2020 года кандидат на пост президента США Джо Байден официально подтвердил признание Вашингтоном принадлежности островов Сенкаку Японии и заявил о готовности США защищать их суверенитет в случае агрессии со стороны КНР.

### Иные подходы
После установления дипломатических отношений КНР и Японии обе нации начали решать территориальные споры, однако Дэн Сяопин предрекал, что его поколение не сможет решить этот вопрос, предполагая, что последующие поколения найдут способ решить проблему принадлежности Сенкаку. В 1969 году Экономический и социальный совет ООН, определив потенциальные запасы нефти и газа на островах, дал повод для множества встречи и переговоров по совместному развитию островов и добыче ресурсов, однако никто не выработал успешную стратегию.
В 2008 году было выработано предварительное соглашение о совместной добыче ресурсов, однако оно распространялось на зону, располагающуюся в отдалённости от архипелага Сенкаку. В 2009 году были выдвинуты проекты горячей линии между Токио и Пекином (в том числе военной), ни один из которых так и не был реализован

### Споры о возможных причинах
Объяснения и описания причин и сути конфликта за острова Сенкаку варьируются. Выражение «территориальные споры» употребляется многими СМИ, хотя японское правительство не допускает употребления подобного выражения с начала 1970-х годов. В связи со множеством инцидентов политологам приходится искать сами факты, связанные именно с территориальными претензиями, а не по факту напряжёнными японо-китайскими отношениями. Пань Чжунци отмечал, что подлинное значение островов заключается в последствиях для более широкого контекста подходов двух стран к последующим морским и островным спорам, а также возможностями использования подобных проблем политическими группами для реализации своих интересов. СМИ разных стран тщательно следят за развитием событий и пытаются выяснить причины подобного спора за острова Сенкаку. Выдвигаются четыре основных версии того, что скрывается за этим конфликтом.
- China Daily называет острова Сенкаку миной замедленного действия, заложенной под японо-китайские отношения, а сама борьба за острова является опосредованной войной Китая и США[102].
- The New York Times предполагают, что это лишь предлог для новых территориальных претензий со стороны Китая[103].
- Christian Science Monitor считают, что спорами по поводу Сенкаку власти пытались отвлечь прессу от борьбы за лидерство в КПК в 2012 году[104]
- The Economist показывает, что территориальные споры показывают отсутствие контроля над внешней политикой и неэффективное принятие решений: без чёткого направления китайская бюрократия может выглядеть жёстко[105]. The Diplomat утверждает, что НОАК может действовать без разрешения КПК, что говорит об отсутствии координации в самом аппарате принятия решений ЦК КПК[106].

Исторические документы служат фоном для каждого последующего инцидента, связанного так или иначе с островом.

## События
Тайвань объявил территориальные претензии 23 февраля 1971 года на острова, КНР — 30 декабря того же года. До 1990-х годов крупных инцидентов между тремя государствами не возникало, однако с 2004 года конфликт подогревается морскими происшествиями, вылетами авиации и протестами.

### Инциденты у островов

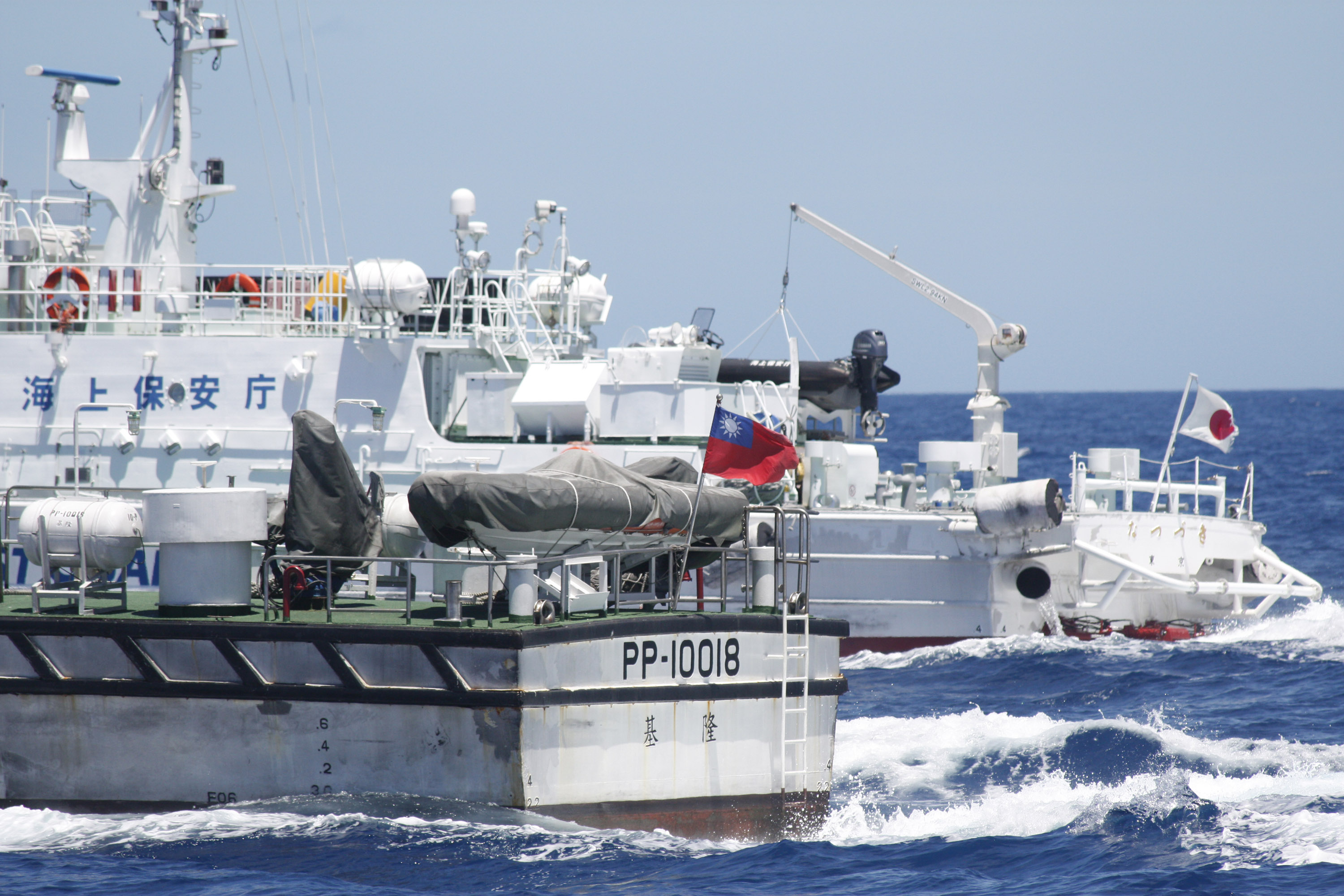
Корабли Береговой охраны Японии и Управления береговой охраны Китайской Республики

В 1996 году активист из Гонконга Дэвид Чэн Юкчхён, сторонник присоединения островов к Китаю, решил добраться вплавь до Сенкаку и утонул. С 2006 года суда из материкового Китая, Гонконга и Тайваня стали входить в воды островов, которые Япония относит к своей исключительной экономической зоне. В некоторых случаях заход был актом протеста китайских или тайваньских протестующих (в 2006 году Комитет по действиям в защиту островов Дяоюйдао организовал заход, однако береговая охрана Японии не допустила сошествия на берег протестующих). В июне 2008 года тайваньцы при сопровождении Китайской береговой охраны подошли на расстояние 740 м от основного острова, вокруг которого их корабли проплыли, символизируя поддержку официальной позиции Китайской Республики по островам. В 2011 году рыболовецкое судно с активистами продвинулось на 23 морских мили к островам: японцы отправили на перехват корабли береговой охраны и вертолёт для слежки за действиями, в ответ на что из Цзилуна вышли пять патрульных судов. После долгого ожидания суда с Тайваня обратно вернулись в свои порты. В июле 2012 года произошло столкновение кораблей береговой охраны из Тайваня и Японии: тайваньское судно везло активистов в зону. В августе 2012 года активисты из Гонконга добрались вплавь до острова после того, как их судно было задержано японской береговой охраной. Их задержали и затем депортировали спустя двое суток. В январе 2013 года ещё одно судно с тайваньскими протестующими было перехвачено японцами, которые не допустили высадки на острова, отпугнув людей водяными пушками.
В морских зонах, претензии на которые предъявляет Япония, участились инциденты с участием китайских и тайваньских рыболовецких траулеров. В некоторых случаях происходили столкновения кораблей: в 2008 году произошло первое подобное столкновение тайваньского судна с японским патрульным кораблём. Пассажиров отпустили сразу же, капитана задержали на трое суток. В июне того же года после выхода видео, снятого с борта тайваньского судна, Япония принесла официальные извинения за случившееся и выплатила капитану компенсацию в размере примерно 311 тысячи долларов США. 7 сентября китайское рыболовецкое судно у островов столкнулось с двумя японскими кораблями Береговой охраны, хотя китайскому судну японцы приказали покинуть зону. После столкновения японские моряки бросились на абордаж и арестовали капитана Чжаня Цисюна. Капитан оставался под арестом до 24 сентября, обе стороны обвинили друг друга в столкновении.
В то время как японские правительственные суда постоянно патрулируют акваторию вокруг островов, японские граждане также посещают острова. В июле 2010 года в зоне Сенкаку рыбачили девять японских судов, одно из которых принадлежало деятелю японской националистической организации «Ганбаре Ниппон», поддерживающей суверенитет над островами — хозяин заявил, что специально направил это судно для демонстрации японской позиции по островам. В августе 2012 года ещё 150 человек из «Ганбаре Ниппон» на четырёх судах попытались высадиться на берег, и хотя японское правительство запретило им высаживаться, кто-то добрался до острова вплавь и поднял там японский флаг.
В некоторых случаях рядом с Сенкаку оказывались не только гражданские, но и военные морские и воздушные суда КНР и Тайваня. С марта по ноябрь 2012 года японцами было зафиксировано 40 нарушений акватории и 160 нарушений воздушного пространства над островами. В июле 2012 года сразу три китайских патрульных корабля вошли в воды Сенкаку, а 13 декабря 2012 года самолёт КНР впервые с 1958 года, когда начали фиксироваться все нарушения, вошёл в японское воздушное пространство. Япония выразила формальный протест против действий КНР, подняв восемь истребителей F-15 по тревоге, а в последующие несколько месяцев китайцы продолжали вторгаться в воды Сенкаку. В сентябре 2012 года сразу 75 тайваньских рыболовных траулеров, сопровождаемые 10 судами Тайваньской береговой охраны, вошли в зону островов, а тайваньские корабли береговой охраны и японские суда стали обстреливать друг друга из водяных пушек, включая прожекторы и по громкоговорителям выкрикивая свои позиции по островам.
В 2013 году эскалация конфликта из-за островов продолжилась: все стороны стали отправлять свои истребители для патрулирования. В феврале министр обороны Японии Ицунори Онодера заявил, что в январе фрегат типа «Цзянвей-2» ВМФ НОАК два раза наводил ракеты на японский эсминец и японский вертолёт в январе. Китайский и японский корабли находились на расстоянии 3 км друг от друга, экипажи заняли позиции; китайские государственные СМИ утверждали, что это были всего лишь учения.
В феврале 2013 года Разведывательное сообщество США обнаружило, что НОАК перевозит пусковые комплексы с баллистическими ракетами к побережью в сторону спорных островов, среди засечённых ракет были «Дунфэн-16». В мае флотилия Северного флота вышла из Циндао на учения в северной части Тихого океана, а в октябре министерство обороны получило сведения о том, что в случае проникновения китайских дронов на территорию, которую Япония считает своей, японские силы самообороны могут открыть по ним огонь, что может считаться началом военных действий. Государственные СМИ Китая заявили, что Япония нагнетает обстановку и что её военная мощь уступает мощи КНР. Капитан ВМС США Джеймс Фаннелл заявил, что китайцы под видом учений отрабатывали возможный сценарий захвата островов. С октября того же года число патрулей Китайской береговой охраны в территориальных водах островов Сенкаку значительно снизилось.
По информации 11-го регионального штаба береговой охраны Японии, 8 октября 2021 года вблизи спорных островов Сэнкаку вновь были замечены два корабля ВМС КНР.
Количество китайских судов, вошедших в территориальные воды архипелага Сенкаку.

Число вылетов на перехват воздушных сил самообороны Японии (2006–2015)
- Китай
- Другие

### Дипломатические результаты
Различные правительства поддерживали протесты и критику друг друга в ответ на осложнение ситуации с островами. Правительство Тайваня отозвало своего высочайшего представителя из Японии в 2008 году после обострения конфликта, аналогично в 2012 году поступило китайское правительство после выступлений японской группировки «Ганбаре Ниппон». В 2010 году столкновение двух судов обострило отношения двух стран ещё больше, поскольку те не могли договориться освобождения экипажа рыболовного траулера и предъявили друг другу требования компенсации ущерба. В 2012 году Президент Тайваня Ма Инцзю предложил проект мирной инициативы, связанный с развитием острова и совместным использованием его ресурсов, составленный на основе международного права. По идее проекта высказывались глава МИД Японии Коитиро Гэмба, госсекретарь США Джон Керри и японские учёные.

### Протесты

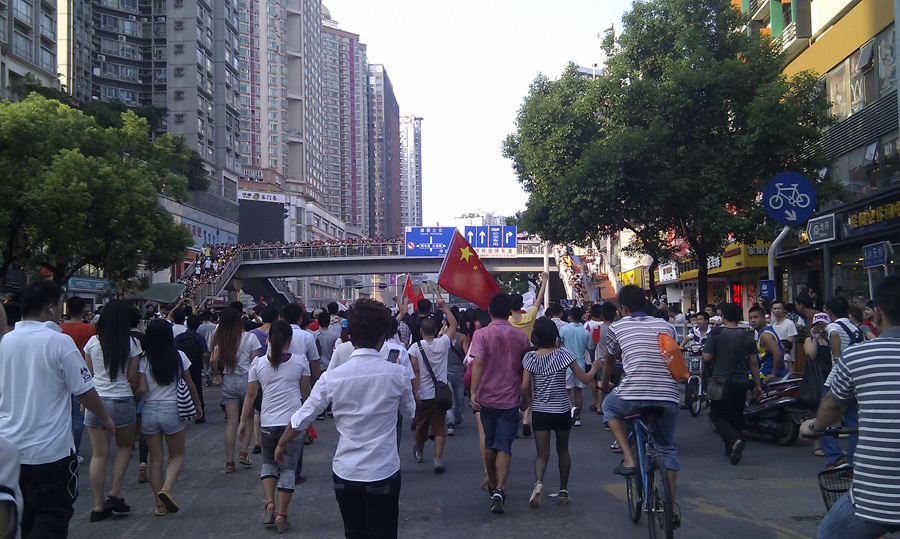
Антияпонский протест 17 сентября 2012 года в Шэньчжэне

В 2010 году после столкновения китайского траулера с японским патрульным кораблём по Японии, Китаю и Тайваню прошли акции протеста. В августе 2012 года после заявлений Правительства Японии о намерении выкупить острова в Китае начались протесты, продолжавшиеся и после формальной сделки в сентябре. Протесты охватили 85 городов наряду с Гонконгом и некоторыми американскими городами. Во многих случаях были зафиксированы японские погромы и поджоги зданий.

### Милитаризация

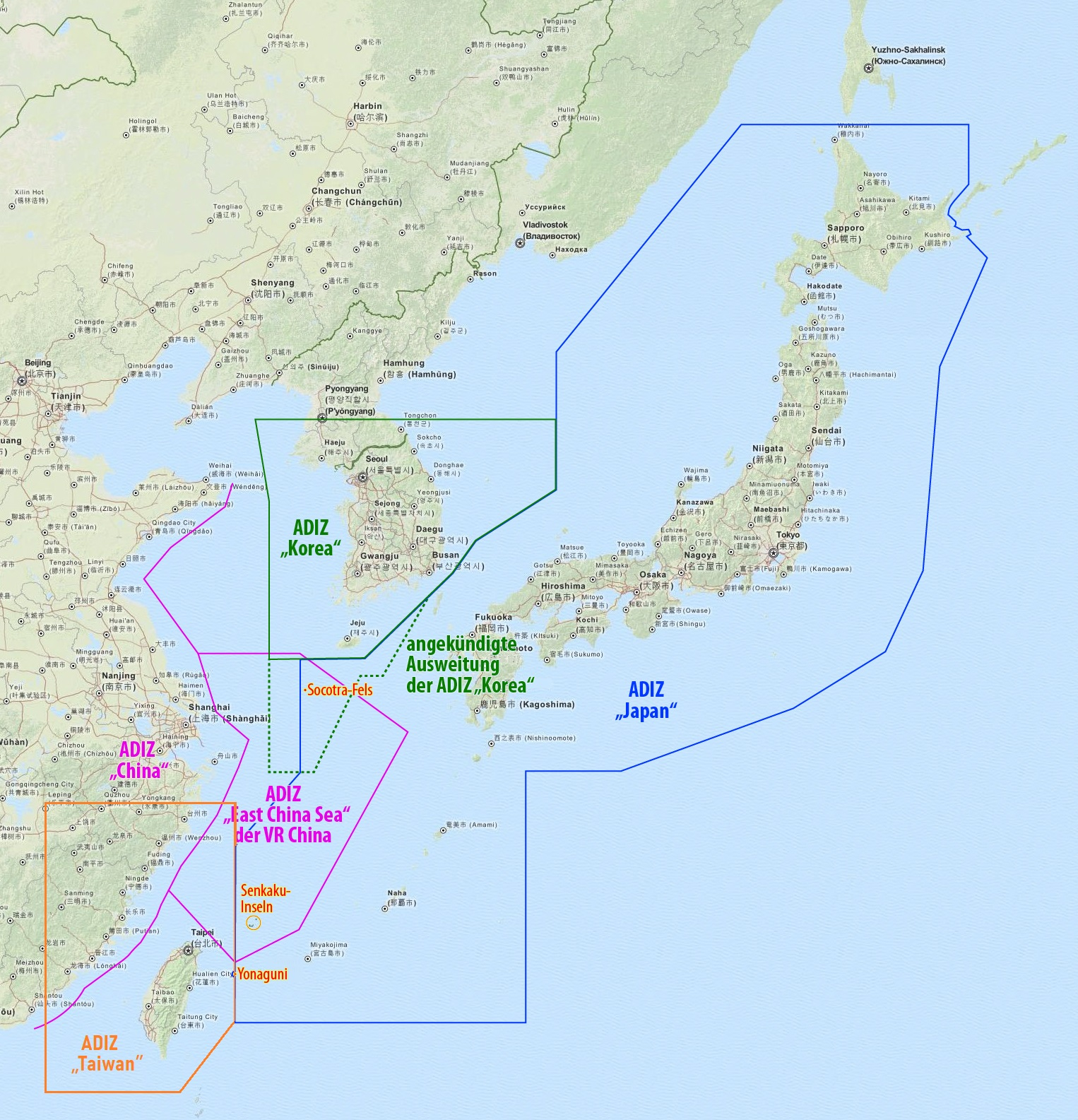
Зоны идентификации ПВО в Восточно-Китайском море

23 ноября 2013 года решением КНР была создана Зона идентификации ПВО в Восточно-Китайском море, куда попали и острова Сенкаку, чтобы свести к нулю все возможные военно-воздушные угрозы — все самолёты, входящие в зону, обязаны предоставить информацию о плане полёта, собственной радиочастоте и транспондере. Китайцы отправили группу истребителей на патрулирование, и Япония назвала подобный ход опасным. Согласно данным CNN, большая часть зоны охватывала территорию к северу от островов. 26 ноября 2013 года через зону пролетели два бомбардировщика B-52 ВВС США при том, что американцы объявили эту зону нейтральной и международной, а представитель США заявил, что никакие требования Китая о предоставлении персональных данных выполнять пилоты ВВС США не будут.
С момента введения зоны идентификации ПВО были зафиксированы многократные её нарушения авиацией США, Республики Корея и Японии. Американцы предупредили все гражданские авиакомпании и всех операторов коммерческих рейсов о том, что перелёты через эту зону опасны, в ответ на что китайцы в «целях обороны» выслали свои истребители для патрулирования.
Опрос 2012 года от газет Global Times и The China Times выявил, что 91% жителей КНР не исключали возможность разрешения конфликта военным путём, в то время как эту точку зрения поддерживали всего 41% жителей Тайваня. С 28 марта 2016 года на острове Йонагуни был размещён радар для предупреждения незаконного вторжения на острова Сенкаку, чему китайцы выразили ярый протест
7 апреля 2018 года началось формирование Амфибийной бригады быстрого реагирования в составе Сил самообороны Японии, в обязанности которой входит оборона островов Сенкаку от любой военной угрозы.

### Образование
КНР в 2014 году возмутилась планам японского правительства преподавать в школах на уроках географии официальную позицию Японии по островам Сенкаку.

### Прочие инциденты
- В апреле 2014 года генерал-лейтенант КМП США Джон Уисслер, командир 3-го экспедиционного корпуса морской пехоты заявил, что если островам Сенкаку будет угрожать Китай, то морская пехота США даст отпор. В ответ на это Народно-освободительная армия Китая на официальном сайте заявила, что способна держать острова сколь угодно долго и призвала Уисслера не делать пустых заявлений и уважать китайские войска, которые «нанесли поражение американским силам в Корейской войне»[184]
- 9 июня 2016 года фрегат ВМС НОАК и три корабля Тихоокеанского флота Российской Федерации пробыли несколько часов в территориальных водах островов Сенкаку. Япония обратилась к послу КНР в Токио с просьбой вывести корабль, и это был первый случай, когда в дело вмешался флот КНР — ранее в территориальных водах оказывались корабли Береговой охраны Китая или гражданские суда[185][186]. Инцидент, возможно, был связан с совместными китайско-российскими манёврами[187]
- С 5 августа 2016 года от 200 до 300 китайских рыболовецких судов прошли мимо островов Сенкаку, и одно из них стало жертвой столкновения — 12 августа 2016 года рядом с островом Уоцурисима ко дну пошло китайское рыболовное судно, столкнувшееся с греческим сухогрузом Anangel Courage[188]. Из 14 человек 6 были спасены японской береговой охраной, 8 пропали без вести. МИД Китая выразил благодарность японцам за спасение моряков[189].